# وندلسهایم (روتنبورگ)
وندلسهایم (به آلمانی: Wendelsheim) یک منطقهٔ مسکونی در آلمان است که در روتنبورگ آم نکا واقع شده‌است.
 وندلسهایم  ۱٬۵۵۵ نفر جمعیت دارد.